# کشتی را نجات بده
کشتی را نجات بده (انگلیسی: Save the Ship) یک فیلم کمدی صامت آمریکایی است که در سال ۱۹۲۳ منتشر شد. از بازیگران آن می‌توان به استن لورل و ماری موسکینی اشاره کرد.